# Discocyrtus leonardosi
Discocyrtus leonardosi is een hooiwagen uit de familie Gonyleptidae.